# William Franke Harling
William Franke Harling (Londra, 18 gennaio 1887 – Sierra Madre, 22 novembre 1958) è stato un compositore britannico naturalizzato statunitense di colonne sonore cinematografiche.
Ha ottenuto un Oscar alla migliore colonna sonora nel 1940 per Ombre rosse e due nomination nella stessa categoria.

## Filmografia
- Se io fossi re (1930)
- Montecarlo (1930)
- Febbre di vivere (1932)
- Venere bionda (1932)
- Addio alle armi (1932)
- So Big! (1932)
- L'amaro tè del generale Yen (1933)
- Anime sul mare (1937)
- Ombre rosse (1939)
- Ho sognato un angelo (1941)